# Thalerommata macella
Thalerommata macella är en spindelart som först beskrevs av Simon 1903.  Thalerommata macella ingår i släktet Thalerommata och familjen Barychelidae.
Artens utbredningsområde är Colombia. Inga underarter finns listade i Catalogue of Life.